# 2002-es Formula–1 német nagydíj
A 2002-es Formula–1 világbajnokság tizenkettedik futama a német nagydíj volt.

## Futam
|    | Rsz. | Versenyző             | Csapat           | Körök | Idő/Kiesések | Start | Pontok |
| -- | ---- | --------------------- | ---------------- | ----- | ------------ | ----- | ------ |
| 1  | 1    | Michael Schumacher    | Ferrari          | 67    | 1:27:52.078  | 1     | 10     |
| 2  | 6    | Juan Pablo Montoya    | Williams-BMW     | 67    | +10.503      | 4     | 6      |
| 3  | 5    | Ralf Schumacher       | Williams-BMW     | 67    | +14.466      | 2     | 4      |
| 4  | 2    | Rubens Barrichello    | Ferrari          | 67    | +23.195      | 3     | 3      |
| 5  | 3    | David Coulthard       | McLaren-Mercedes | 66    | +1 Kör       | 9     | 2      |
| 6  | 7    | Nick Heidfeld         | Sauber-Petronas  | 66    | +1 Kör       | 10    | 1      |
| 7  | 8    | Felipe Massa          | Sauber-Petronas  | 66    | +1 Kör       | 14    |        |
| 8  | 10   | Szató Takuma          | Jordan-Honda     | 66    | +1 Kör       | 12    |        |
| 9  | 24   | Mika Salo             | Toyota           | 66    | +1 Kör       | 19    |        |
| Ki | 9    | Giancarlo Fisichella  | Jordan-Honda     | 59    | Motor        | 6     |        |
| Ki | 4    | Kimi Räikkönen        | McLaren-Mercedes | 59    | Kipördülés   | 5     |        |
| Ki | 16   | Eddie Irvine          | Jaguar-Cosworth  | 57    | Fékek        | 16    |        |
| Ki | 21   | Enrique Bernoldi      | Arrows-Cosworth  | 48    | Motor        | 18    |        |
| Ki | 12   | Olivier Panis         | BAR-Honda        | 39    | Motor        | 7     |        |
| Ki | 14   | Jarno Trulli          | Renault          | 36    | Kipördülés   | 8     |        |
| Ki | 11   | Jacques Villeneuve    | BAR-Honda        | 27    | Váltó        | 11    |        |
| Ki | 15   | Jenson Button         | Renault          | 24    | Motor        | 13    |        |
| Ki | 25   | Allan McNish          | Toyota           | 23    | Motor        | 17    |        |
| Ki | 23   | Mark Webber           | Minardi-Asiatech | 23    | Hidraulika   | 21    |        |
| Ki | 20   | Heinz-Harald Frentzen | Arrows-Cosworth  | 18    | Hidraulika   | 15    |        |
| Ki | 17   | Pedro de la Rosa      | Jaguar-Cosworth  | 0     | Erőátvitel   | 20    |        |

## A világbajnokság élmezőnyének állása a verseny után
| H  | Versenyzők         | Pont | H  | Konstruktőrök    | Pont |
| -- | ------------------ | ---- | -- | ---------------- | ---- |
| 1. | Michael Schumacher | 106  | 1. | Ferrari          | 141  |
| 2. | Juan Pablo Montoya | 40   | 2. | Williams-BMW     | 76   |
| 3. | Ralf Schumacher    | 36   | 3. | McLaren-Mercedes | 49   |
| 4. | Rubens Barrichello | 35   | 4. | Renault          | 15   |
| 5. | David Coulthard    | 32   | 5. | Sauber-Petronas  | 11   |

## Statisztikák
Vezető helyen:
- Michael Schumacher: 62 (1-26 / 31-47 / 49-67)
- Ralf Schumacher: 4 (27-29 / 48)
- Juan Pablo Montoya: 1 (30)

Michael Schumacher 62. (R) győzelme, 47. pole-pozíciója, 48. (R) leggyorsabb köre, 10. mesterhármasa (gy, pp, lk)
- Ferrari 154. győzelme.
- Arrows utolsó versenye.